# كلب يأكل كلب (فلم 2016)
كلب يأكل كلب (بالإنجليزية: Dog Eat Dog) فيلم إثارة أمريكي من نوع الكوميديا السوداء لعام 2016 من إخراج بول شريدر. يستند السيناريو الذي قدمه ماثيو وايلدر إلى رواية إدوارد بنكر لعام 1995 التي تحمل نفس العنوان. الفيلم من بطولة نيكولاس كيج وويليم دافو.
كان أول صدور للفيلم في قسم «أسبوعين للمخرجين Directors' Fortnight» في مهرجان كان السينمائي 20 مايو 2016، وصدر إلى دور العرض الأمريكية 4 نوفمبر 2016.

## طاقم التمثيل
- نيكولاس كيج: في دور تروي[6]
- ويليم دافو: في دور كلب مجنون[7]
- كريستوفر ماثيو كوك: في دور ديزل
- عمر دورسي: في دور رجل القمر
- بول شريدر: في دور جريكو اليوناني
- لويزا كراوس: في دور زوي
- ميليسا بولونا: في دور لينا
- شيلسي ميلتون: في دور شيلا
- تشيلسي مي: في دور مادلين
- جون باتريك جوردان: في دور جاك كيتس
- ماجي أفيلا: في دور مربية كارمن
- جيف هيليارد: في دور متحمس للأسلحة النارية
- سام كامينيرو: في دور دان روبين[8]

## ملخص أحداث الفيلم
ثلاثة رجال خرجوا من السجن ولديهم مهمة التكيف مع الحياة المدنية. يسعى تروي، العقل المدبر المنعزل، إلى حياة نظيفة غير معقدة، لكنه لا يستطيع الهروب من كراهيته للنظام. يوجد ديزل على كشوف رواتب الغوغاء ويتضاءل اهتمامه بمنزله في الضواحي وزوجته المزعجة. المدفع الفضفاض للثلاثي «الكلب المجنون»، يتملكه شياطين حقيقية بداخله، مما يقوده من موقف إلى آخر. يفكروا في ضربة واحدة أخرى، وجائزة كبرى أخرى، وسيكونون جميعًا راضين. يبني تروي الجريمة المثالية وينفذونها، لكن في أعقاب ذلك، يجدوا القانون محيط بهم أينما ذهبوا.

## استقبال الفيلم
منح موقع الطماطم الفاسدة فيلم «كلب يأكل كلب» تقييم مقداره 50% بناء على آراء 68 ناقد، وكتب إجماع النقاد: «ان الحزمة المنعشة من المراوغات وتضخيم الأسلوب المرئي ليست كافية تمامًا للتعويض عن قصة منسية بلا هدف»، وفي موقع ميتاكريتيك حصل الفيلم على تقييم مقداره 53% بناء على آراء 19 ناقد.
منح بيتر برادشو من صحيفة الجارديان الفيلم الفيلم 4 من أصل 5 نجوم وكتب: «إنه المخرج الصحيح للمشروع الصحيح والنتيجة هي الأفضل لشريدر لسنوات: فيلم تشويق عن الجريمة، مقرف، لذيذ مبني على فوضى الكوميديا السوداء». كتب تود مكارثي من هوليوود ريبورتر: «فيلم نادر تم تصويره في كليفلاند، يبدو بالتأكيد أنه تم تصويره بسعر رخيص ولكنه يعرض ما يحتاجه على الشاشة بقوة وذكاء». منح جيسي كاتالدو من مجلة سلانت Slant Magazine الفيلم 1.5 من أصل 4 نجوم وعلق قائلاً: «للفيلم بعض اللحظات المثيرة، لكن ملذاته عابرة ومتوازنة دائمًا من خلال القبح القمعي، مما يمثل غطسًا أعمق في جمالية جديدة كئيبة تأسست على الفوضى بدلاً من التأمل».

## وصلات خارجية
- كلب يأكل كلب  في قاعدة بيانات الأفلام على الإنترنت (بالإنجليزية)
- كلب يأكل كلب (فيلم 2016)
- كلب يأكل كلب (فيلم 2016)
- كلب يأكل كلب (فيلم 2016)
- كلب يأكل كلب (فيلم 2016)